# Athetis palpalis
Athetis palpalis là một loài bướm đêm trong họ Noctuidae.